# HMS Latona (1781)
Pour les autres navires du même nom, voir HMS Latona.
Le HMS Latona est une frégate de cinquième rang construite pour la Royal Navy.
Le navire sert pendant les guerres d'indépendance des États-Unis, de la Révolution française et napoléoniennes.